# Тиневичі Великі
Тиневичі Великі (Тиневіче-Дуже, пол. Tyniewicze Duże) — село в Польщі, у гміні Нарва Гайнівського повіту Підляського воєводства. Населення — 162 особи (2011).

## Історія
Вперше згадується з 1560 року. У минулому село було передмістям Нарви. 1885 року в Тиневичах Великих заснована церковна школа грамоти, у якій навчалося 43 учні.

## Демографія
Демографічна структура станом на 31 березня 2011 року:
|          | Загалом | Допрацездатний вік | Працездатний вік | Постпрацездатний вік |
| -------- | ------- | ------------------ | ---------------- | -------------------- |
| Чоловіки | 85      | 12                 | 51               | 22                   |
| Жінки    | 77      | 6                  | 29               | 42                   |
| Разом    | 162     | 18                 | 80               | 64                   |

У 1930 року в селі налічувалося 87 будинків та 437 мешканців.

## Релігія
У селі наявна парафіяльна церква святого Апостола Луки. Перші відомості про церкву в Саці, яка належала до парафії в Нарві, датуються XVIII століттям. У 1880-х роках церкву відремонтували. Постійний священник, який, крім Тиневичів, проводив службу також для мешканців Лапухівки та Заболоття, з'явився в місцевій церкві в 1930-х роках. У 1944 році церква згоріла. Пізніше, у 1940-х роках, була зведена нова церква. 1982 року в Тиневичах Великих заснована самостійна парафія.